# In Ekstasy
In Ekstasy / In Ekstase – piąty album punk rockowej piosenkarki Niny Hagen, wydany w dwóch wersjach – anglojęzycznej In Ekstasy i niemieckojęzycznej In Ekstase.

## Lista utworów

### In Ekstasy
1. "Universal Radio"
2. "Gods of Aquarius"
3. "Russian Reggae"
4. "My Way"
5. "1985 Ekstasy Drive"
6. "Prima Nina in Ekstasy"
7. "Spirit in the Sky"
8. "Atomic Flash de Luxe"
9. "The Lord's Prayer"
10. "Spirit in the Sky"
11. "Universal Radio"

### In Ekstase
1. "Universelles Radio"
2. "Die Ufos sind da"
3. "Russischer Reggae"
4. "My Way
5. "1985 Ekstasy Drive"
6. "Prima Nina in Ekstase"
7. "Gott im Himmel"
8. "Atomic Flash de Luxe"
9. "Vater unser"